# Lungoci
Lungoci – wieś w Rumunii, w okręgu Gałacz, w gminie Fundeni. W 2011 roku liczyła 466 mieszkańców.